# Джебель-Алі – Хасс'ян
Джебель-Алі — Хасс'ян — газопровід у еміраті Дубай (Об'єднані Арабські Емірати), споруджений для постачання електроенергетичного майданчику Хасс'ян.
У 2000-х роках в Дубаї оголосили про наміри створити гігантський комплекс ТЕС в районі Хасс'ян, за шість десятків кілометрів на південний захід від міста Дубай. Він мав складатись із шести станцій загальною потужністю 9000 МВт (плюс інтегрований з ними комплекс опріснення продуктивністю 3,3 млрд літрів води на добу), котрі б споживали природний газ.
Хоча через незадоволення отриманими ціновими пропозиціями тендер на спорудження першої станції був скасований в 2008-му і з того часу особливого поступу проекту не спостерігалось, в 2015-му ввели в дію трубопровід до Хасс'ян від газового хабу Джебель-Алі. Останній колись виник на основі ГПЗ Джебель-Алі, проте наразі міг запропонувати переважно поставки блакитного палива, імпортованого через плавучий регазифікаційний термінал або з емірату Абу-Дабі. Газопровід має довжину 38 км та виконаний в діаметрі 1200 мм.
Також варто відзначити, що з 2020-го почався запуск енергоблоків вугільної ТЕС Хасс'ян, для якої природний газ буде резервним паливом.